# Poljoprivredna škola u Poreču
Poljoprivredna škola u Poreču prva je poljoprivredna škola u Istri. 

## Povijest
U sklopu Pokrajinske vinarsko-voćarske stanice (Institut za poljoprivredu i turizam u Poreču) 1883. osnovao ju je Carl Hugues. Početkom 20. stoljeća, stanica i škola preselile su se u suvremenu školsku zgradu pod nazivom "Praktična poljoprivredna škola", koja je sadržavala urede, učionice, kabinete, knjižnicu, poljoprivredni muzej, laboratorije, meteorološku postaju, pokusne nasade, vinski podrum te đački dom. Nastava se izvodila na talijanskom jeziku, a školovanje se plaćalo, te je bilo nedostupno seoskoj djeci. Školu su stoga uglavnom pohađala djeca talijanske nacionalnosti.
Trajala je 3 godine (fakultativno 4), a nastava je bila usklađena sa sezonskim radovima na zemlji. Upisivani su učenici u dobi od 14 do 17 godina sa završenom osnovnom školom i položenim prijamnim ispitom. Osnivanjem Poljoprivredne škole u Pazinu (1905.), u kojoj se nastava odvijala na hrvatskom jeziku, porečka škola djelomično gubi na važnosti. Zbog utjecaja fašističke politike 1920.−1945. škola je imala malo polaznika, a znanstvenoistraživački i prosvjetni rad bio je zanemaren. Nakon drugog svjetskog rata Oblasni narodni odbor za Istru donio je Odluku o uvođenju nastave na hrvatskom jeziku u Srednjoj poljoprivrednoj školi u Poreču (1945.). Do 1947. nastava se usporedno izvodila na hrvatskom i talijanskom jeziku, a s vremenom su se mijenjali i nastavni planovi. Program se sastojao od hrvatskog i stranog jezika, povijesti, zemljopisa, ekonomike, radne higijene, kemije, biologije, meteorologije, organizacije te stručnih poljoprivrednih predmeta. Školsko je imanje 1950-ih povećano na 249 ha, a obuhvaćalo je dvije staje, strojeve, opremu i vinski podrum kapaciteta 65 vagona vina. Zbog stručnosti i dobrih rezultata škole 1954. osnovan je Zavod za unapređenje gospodarstva, koji je od 1955. djelovao pod imenom Poljoprivredne stanice. Godine 1961. – 1966. u istoj je zgradi djelovala Viša poljoprivredna škola, koja je obrazovala inženjere voćarsko-vinogradarsko-vinarskoga smjera. Tijekom 1960-ih Srednja poljoprivredna škola udružila se s ekonomskom i turističkom školom u obrazovni centar koji postoji i danas.

## Danas
Srednja škola "Mate Balote" u Poreču danas u četverogodišnjem programu školuje, između ostalog, i poljoprivredne tehničare. Nastava se izvodi na poljoprivrednom imanju te u školskim kabinetima, laboratorijima i učionicama. Osim općih predmeta program obuhvaća osnove biljne proizvodnje, organizaciju rada i mehanizaciju u biljnoj proizvodnji, specijalno ratarstvo, specijalno voćarstvo, specijalno vinogradarstvo, sjemenarstvo, zaštitu bilja, praktičnu nastavu i stručnu praksu.

## Vanjske poveznice
Srednja škola "Mate Balote", Poreč  Arhivirana inačica izvorne stranice od 5. studenoga 2012. (Wayback Machine)